# Porządek koryncki

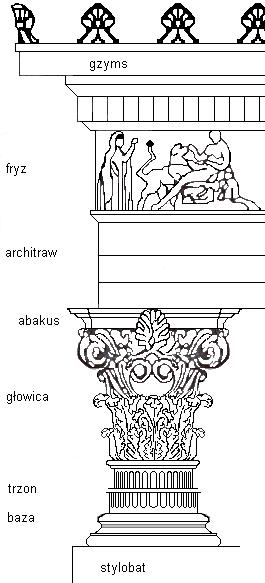
Porządek koryncki

Porządek koryncki – jeden z trzech podstawowych porządków architektonicznych występujących w architekturze starożytnej Grecji. Rozwinął się jako odmiana porządku jońskiego na przełomie V i IV w. p.n.e.

## Cechy charakterystyczne
- smuklejsze proporcje i bardziej ozdobna głowica niż w porządku jońskim
- baza – jak w porządku jońskim, czyli trójczłonowa złożona z dwóch torusów i trochilusu między nimi
- trzon kolumny, jak w stylu jońskim, ozdobiony 24 kanelurami połączonych listewkami (stegami), kolumna o smuklejszych proporcjach
- głowica – najbardziej charakterystyczny element wyróżniający styl koryncki, ma kształt koszyka (kalatosu) uformowanego z dwóch rzędów liści akantu mocno rozchylonych na zewnątrz, powyżej liści znajdują się cztery pojedyncze woluty podtrzymujące abakus. Pomiędzy tymi wolutami znajdują się jeszcze cztery pary mniejszych wolut, spomiędzy których wyprowadzona jest palmeta lub inny motyw roślinny
- belkowanie podobne jak w stylu jońskim, czyli złożone z trójczłonowego architrawu, na którym opiera się zdobiony fryz ciągły. Powyżej fryzu znajdowała się najwyższa część belkowania – gzyms wieńczący, często podparty wspornikami; jest to dodatkowy element w porównaniu porządku korynckiego z porządkiem jońskim.

Według legendy przytoczonej przez Witruwiusza kapitel koryncki został wynaleziony przez architekta Kallimacha, gdy zauważył on, że kosz ofiarny ustawiony na grobie młodej dziewczyny porósł akantem. Porządek ten był stosunkowo rzadko stosowany w starożytnej Grecji. Najstarsza znana kolumna koryncka znajdowała się w tylnej części celli świątyni Apollina Epikurosa w Bassaj z ok. 430-400 r. p.n.e. Wyróżniała ona miejsce święte, w którym stał posąg boga. Późniejszymi przykładami użycia porządku korynckiego mogą być tolosy w Delfach (ok. 375 p.n.e.), w którym zastosowano go razem z porządkiem doryckim, i w Epidauros (ok. 360 p.n.e.). Z okresu hellenistycznego (334 r. p.n.e.) pochodzi pomnik Lizykratesa w Atenach – niewielka budowla na planie koła z sześcioma korynckimi półkolumnami wtopionymi w ściany. Na dużą skalę porządek ten pojawił się dopiero w świątyni Zeusa Olimpijskiego w Atenach, zaczętej w 174 r. p.n.e. (ukończonej w 132 r. n.e.). W roku 86 p.n.e. dyktator rzymski Sulla wywiózł kilka głowic z tej świątyni i umieścił je na Kapitolu. Od tego czasu porządek koryncki stał się charakterystyczny dla starożytnego Rzymu i stosowany powszechnie zarówno w świątyniach, jak i budowlach świeckich.
Dokładne rysunki pomiarowe pomnika Lizykratesa opublikowane przez Stuarta i Revertta w 1762 r. były podstawą porządku korynckiego stosowanego w neoklasycznej architekturze Anglii i Stanów Zjednoczonych.